# Патрік Умомо Агбо
Патрік Умомо Агбо (англ. Patrick Umomo Agboh, нар. 21 жовтня 1981) — нігерійський футболіст, що виступав на позиції півзахисника та нападника у складі донецького «Металурга», луганської «Зорі», наманганського «Навбахора» та низки інших клубів з України, Китаю, Вірменії, Йорданії та Узбекистану.

## Життєпис
Патрік Агбо — вихованець нігерійської футбольної школи NUB. До переїзду в Україну виступав за клуб «Еньїмба». Нігерійський нападник дебютував у складі «Системи-Борекс» 10 вересня 2000 року, замінивши Кондратовича у поєдинку з хмельницьким «Поділлям». Перший гол він забив у четвертому своєму матчі, вразивши ворота херсонського «Кристалу».
Гра 19-річного нападника привернула до себе увагу тренерського штабу донецького «Металурга», який запросив футболіста спробувати сили у клубі з Донбасу. Щоправда, Агбо виступав переважно за другу команду «металургів», у складі якої став одним з найкращих бомбардирів групи В другої ліги. Наступні два сезони нігерієць провів складі івано-франківського «Прикарпаття» та луганської «Зорі», втім продемонструвати очікувану від нього гру Агбо не вдалося і він залишив Україну.
Транзитом через Китай форвард опинився в узбецькому «Навбахорі», з яким був пов'язаний наступні три сезони. Щоправда за цей час Агбо двічі залишав колектив, захищаючи кольори вірменського «Бананца» та йорданського «Аль-Файсалі». У 2007 році він пристав на пропозицію «Курувчі», де провів один повноцінний сезон, а згодом поповнив лави футболістів самаркандського «Динамо». В цей час Агбо все частіше почали використовувати не на вістрі, а на позиції вінгера. У 2010 Патрік перейшов до складу «Шуртану» (Гузар), а наступний сезон розпочав у добре знайомому йому «Навбахорі». Втім, у Намангані справи у Агбо не пішли і він повернувся до «Шуртану», де й завершив кар'єру на початку 2013 року. За рік до цього нігерієці отримав складну травму та змушений був лягати на операційний стіл в Україні.

## Досягнення
- Срібний призер чемпіонату Узбекистану (1): 2007
- Бронзовий призер чемпіонату Узбекистану (1): 2004
- Бронзовий призер чемпіонату Вірменії (1): 2004
- Срібний призер групи Б другої ліги чемпіонату України (1): 2000/01
- Бронзовий призер групи В другої ліги чемпіонату України (1): 2001/02
- Фіналіст Кубка Узбекистану (2): 2007, 2010
- Фіналіст Кубка Вірменії (1): 2004
- Брав участь у «бронзовому» сезоні (2001/02) донецького «Металурга», однак провів всього 3 поєдинки, чого замало для отримання медалей.